# کشتی در بازی‌های آسیایی ۲۰۱۸
| آزاد | آزاد   | آزاد | فرنگی | فرنگی  | فرنگی |  |  |
|      | ۵۷ ک‌گ  |      |       | ۶۰ ک‌گ  |       |  |  |
|      | ۶۵ ک‌گ  |      |       | ۶۷ ک‌گ  |       |  |  |
|      | ۷۴ ک‌گ  |      |       | ۷۷ ک‌گ  |       |  |  |
|      | ۸۶ ک‌گ  |      |       | ۸۷ ک‌گ  |       |  |  |
|      | ۹۷ ک‌گ  |      |       | ۹۷ ک‌گ  |       |  |  |
|      | ۱۲۵ ک‌گ |      |       | ۱۳۰ ک‌گ |       |  |  |
|      |        |      |       |        |       |  |  |
| زنان |        |      |       |        |       |  |  |
|      | ۵۰ ک‌گ  |      |       | ۶۲ ک‌گ  |       |  |  |
|      | ۵۳ ک‌گ  |      |       | ۶۸ ک‌گ  |       |  |  |
|      | ۵۷ ک‌گ  |      |       | ۷۶ ک‌گ  |       |  |  |

کشتی یکی از ورزش‌های بازی‌های آسیایی ۲۰۱۸ است که از ۱۹ تا ۲۲ اوت ۲۰۱۸ برگزار شده‌است.
این مسابقات در سه بخش کشتی آزاد و فرنگی مردان و آزاد زنان در جاکارتا کنوانسیون سنتر، جاکارتا، اندونزی انجام شده‌است.

## مدال‌ها

### آزاد مردان
| رویداد      | طلا                           | نقره                       | برنز                           |
| ----------- | ----------------------------- | -------------------------- | ------------------------------ |
| ۵۷ کیلوگرم  | بخبایار اردنبات · مغولستان    | کانگ کوم-سونگ · کره شمالی  | یوکی تاکاهاشی · ژاپن           |
| ۵۷ کیلوگرم  | بخبایار اردنبات · مغولستان    | کانگ کوم-سونگ · کره شمالی  | رضا اطری · ایران               |
| ۶۵ کیلوگرم  | باجرانگ پونیا · هند           | دایچی تاکاتانی · ژاپن      | سراج‌الدین حسنوف · ازبکستان     |
| ۶۵ کیلوگرم  | باجرانگ پونیا · هند           | دایچی تاکاتانی · ژاپن      | سایاتبک اوکاسوف · قزاقستان     |
| ۷۴ کیلوگرم  | بکزاد عبدالرحمانوف · ازبکستان | دانیار کایسانوف · قزاقستان | گونگ بیونگ-مین · کره جنوبی     |
| ۷۴ کیلوگرم  | بکزاد عبدالرحمانوف · ازبکستان | دانیار کایسانوف · قزاقستان | یوهی فوجینامی · ژاپن           |
| ۸۶ کیلوگرم  | حسن یزدانی · ایران            | دومنیک ابونادر · لبنان     | آدیلیت داولومبایف · قزاقستان   |
| ۸۶ کیلوگرم  | حسن یزدانی · ایران            | دومنیک ابونادر · لبنان     | یوتیومن اورگودول · مغولستان    |
| ۹۷ کیلوگرم  | علیرضا کریمی · ایران          | ماگومد موسائف · قرقیزستان  | ماگومد ابراگیموف · ازبکستان    |
| ۹۷ کیلوگرم  | علیرضا کریمی · ایران          | ماگومد موسائف · قرقیزستان  | کیم جائه-گانگ · کره جنوبی      |
| ۱۲۵ کیلوگرم | پرویز هادی · ایران            | ژیوی دنگ · چین             | نام کونگ-جین · کره جنوبی       |
| ۱۲۵ کیلوگرم | پرویز هادی · ایران            | ژیوی دنگ · چین             | داویت مودزماناشویلی · ازبکستان |

### فرنگی مردان
| رویداد      | طلا                           | نقره                         | برنز                          |
| ----------- | ----------------------------- | ---------------------------- | ----------------------------- |
| ۶۰ کیلوگرم  | شینوبو اوتا · ژاپن            | کانیبک زولچوبکوف · قرقیزستان | میرآمبک آیناگولوف · قزاقستان  |
| ۶۰ کیلوگرم  | شینوبو اوتا · ژاپن            | کانیبک زولچوبکوف · قرقیزستان | مهرداد مردانی · ایران         |
| ۶۷ کیلوگرم  | هان‌سو ریو · کره جنوبی         | المت کبیسپایف · قزاقستان     | امانتور اسماعیل‌اف · قرقیزستان |
| ۶۷ کیلوگرم  | هان‌سو ریو · کره جنوبی         | المت کبیسپایف · قزاقستان     | محمدرضا گرایی · ایران         |
| ۷۷ کیلوگرم  | محمدعلی گرایی · ایران         | آکژول محموداف · قرقیزستان    | کیم هیون-وو · کره جنوبی       |
| ۷۷ کیلوگرم  | محمدعلی گرایی · ایران         | آکژول محموداف · قرقیزستان    | یانگ بین · چین                |
| ۸۷ کیلوگرم  | حسین نوری · ایران             | رستم آساکالوف · ازبکستان     | شیهاز اویلیکوف · ترکمنستان    |
| ۸۷ کیلوگرم  | حسین نوری · ایران             | رستم آساکالوف · ازبکستان     | عظمت کاستوبایف · قزاقستان     |
| ۹۷ کیلوگرم  | چو هیو-چول · کره جنوبی        | دی ژیائو · چین               | یرولان ایسکاکوف · قزاقستان    |
| ۹۷ کیلوگرم  | چو هیو-چول · کره جنوبی        | دی ژیائو · چین               | اوزور ژوژوپبیکوف · قرقیزستان  |
| ۱۳۰ کیلوگرم | مومن جان عبدالله‌یف · ازبکستان | نورماخان تینالیف · قزاقستان  | آراتا سونودا · ژاپن           |
| ۱۳۰ کیلوگرم | مومن جان عبدالله‌یف · ازبکستان | نورماخان تینالیف · قزاقستان  | کیم مین-سئوک · کره جنوبی      |

### آزاد زنان
| رویداد     | طلا                          | نقره                          | برنز                            |
| ---------- | ---------------------------- | ----------------------------- | ------------------------------- |
| ۵۰ کیلوگرم | وینش فوگات · هند             | یوکی ایریه · ژاپن             | کیم سون-هیانگ · کره شمالی       |
| ۵۰ کیلوگرم | وینش فوگات · هند             | یوکی ایریه · ژاپن             | کیم هیانگ-جو · کره جنوبی        |
| ۵۳ کیلوگرم | پاک یونگ-می · کره شمالی      | ژودیز اشیمووا · قزاقستان      | هارونا اوکونو · ژاپن            |
| ۵۳ کیلوگرم | پاک یونگ-می · کره شمالی      | ژودیز اشیمووا · قزاقستان      | اردنچیمگین سومیا · مغولستان     |
| ۵۷ کیلوگرم | جونگ میونگ-سوک · کره شمالی   | پی زینگرو · چین               | آلتانت‌ستسجین باتستسگ · مغولستان |
| ۵۷ کیلوگرم | جونگ میونگ-سوک · کره شمالی   | پی زینگرو · چین               | کاتسوکی ساکاگامی · ژاپن         |
| ۶۲ کیلوگرم | آیسولو تینیبکووا · قرقیزستان | ریساکو کاوای · ژاپن           | نگوین تی مای هان · ویتنام       |
| ۶۲ کیلوگرم | آیسولو تینیبکووا · قرقیزستان | ریساکو کاوای · ژاپن           | ریم جونگ-سیم · کره شمالی        |
| ۶۸ کیلوگرم | ژو فنگ · چین                 | شارخوگین تومنتستسگ · مغولستان | دیویا کاکران · هند              |
| ۶۸ کیلوگرم | ژو فنگ · چین                 | شارخوگین تومنتستسگ · مغولستان | مریم ژومانازارووا · قرقیزستان   |
| ۷۶ کیلوگرم | ژو کیان · چین                | هیرو سوزوکی · ژاپن            | المیرا سیدیکووا · قزاقستان      |
| ۷۶ کیلوگرم | ژو کیان · چین                | هیرو سوزوکی · ژاپن            | آیپری مدت کیزی · قرقیزستان      |

## جدول مدال‌ها
| رتبه            | کشور            | طلا | نقره | برنز | مجموع |
| --------------- | --------------- | --- | ---- | ---- | ----- |
| ۱               | ایران (IRI)     | ۵   | ۰    | ۳    | ۸     |
| ۲               | چین (CHN)       | ۲   | ۳    | ۱    | ۶     |
| ۳               | ازبکستان (UZB)  | ۲   | ۱    | ۳    | ۶     |
| ۴               | کره شمالی (PRK) | ۲   | ۱    | ۲    | ۵     |
| ۵               | کره جنوبی (KOR) | ۲   | ۰    | ۶    | ۸     |
| ۶               | هند (IND)       | ۲   | ۰    | ۱    | ۳     |
| ۷               | ژاپن (JPN)      | ۱   | ۴    | ۵    | ۱۰    |
| ۸               | قرقیزستان (KGZ) | ۱   | ۳    | ۴    | ۸     |
| ۹               | مغولستان (MGL)  | ۱   | ۱    | ۳    | ۵     |
| ۱۰              | قزاقستان (KAZ)  | ۰   | ۴    | ۶    | ۱۰    |
| ۱۱              | لبنان (LBN)     | ۰   | ۱    | ۰    | ۱     |
| ۱۲              | ترکمنستان (TKM) | ۰   | ۰    | ۱    | ۱     |
| ۱۲              | ویتنام (VIE)    | ۰   | ۰    | ۱    | ۱     |
| مجموع (۱۳ کشور) | مجموع (۱۳ کشور) | ۱۸  | ۱۸   | ۳۶   | ۷۲    |

## کشورهای شرکت کنندگان
در مجموع ۲۴۹ کشتی‌گیر از ۲۹ کشور در این دوره از مسابقات حضور دارند.
- افغانستان (۶)
- بحرین (۱)
- بنگلادش (۳)
- کامبوج (۵)
- چین (۱۸)
- چین تایپه (۶)
- هند (۱۸)
- اندونزی (۱۸)
- ایران (۱۲)
- ژاپن (۱۸)
- قزاقستان (۱۷)
- قرقیزستان (۱۳)
- لبنان (۱)
- مغولستان (۱۲)
- نپال (۳)
- کره شمالی (۸)
- پاکستان (۴)
- فلسطین (۲)
- فیلیپین (۲)
- قطر (۲)
- کره جنوبی (۱۸)
- سری‌لانکا (۱)
- سوریه (۲)
- تاجیکستان (۹)
- تایلند (۱۲)
- ترکمنستان (۱۰)
- ازبکستان (۱۵)
- ویتنام (۹)
- یمن (۴)

## لینک‌ها
- کشتی در بازی‌های آسیایی ۲۰۱۸